# Cantone di Verfeil
Il Cantone di Verfeil era una divisione amministrativa dell'Arrondissement di Tolosa.
A seguito della riforma approvata con decreto del 13 febbraio 2014, che ha avuto attuazione dopo le elezioni dipartimentali del 2015, è stato soppresso.

## Composizione
Comprendeva 7 comuni:
- Lavalette
- Bonrepos-Riquet
- Gauré
- Gragnague
- Saint-Marcel-Paulel
- Saint-Pierre
- Verfeil